# Horst Ruprecht (Regisseur)
Horst Ruprecht (* 19. Juni 1938 in Teplitz-Schönau, Tschechoslowakei) ist ein deutscher Regisseur, Ensembleleiter, Schauspieldirektor sowie Schauspielpädagoge.

## Biografie
Ruprecht absolvierte von 1954 bis 1956 eine kaufmännische Ausbildung in Halle/Eisleben. Wegen einer Lungenerkrankung wurde er nicht zum Wehrdienst bei der NVA eingezogen. Von 1960 bis 1962 studierte er an der Staatlichen Schauspielschule, der Vorgängerin der Hochschule für Schauspielkunst „Ernst Busch“ Berlin, unter der Direktion von Rudolf Penka und Wolfgang Heinz und hospitierte am Berliner Ensemble und am Deutschen Theater. Von 1962 bis 1964 wurde er mit einer Absolventengruppe an das Landestheater Parchim verpflichtet. Seine erste Inszenierung Der entfesselte Wotan (1963), eine Komödie von Ernst Toller, wies bereits sein starkes Regietalent aus und wurde auf Gastspielen u. a. in Berlin und Schwerin gezeigt. 1964 absolvierte er eine Regieaspirantur bei Fritz Bennewitz am DNT Weimar.
Von 1965 bis 1969 wurde er Assistent/Dozent an der Deutschen Hochschule für Filmkunst Potsdam-Babelsberg in der Fachrichtung Schauspiel. Seiner mit Studenten (u. a. Winfried Glatzeder, Jaecki Schwarz, Regina Beyer, Madeleine Lierck) erarbeiteten Inszenierung des satirischen Lustspiels Die Kampagne von Joachim Knauth 1968 (im Jahr des Prager Frühlings) wurden von verschiedenen Gremien der Hochschule antisozialistische Tendenzen unterstellt. Nur das pro domo des scheidenden Rektors Konrad Schwalbe verhinderte die Absetzung. Die drastische Inszenierung wurde zur Freude des Publikums innerhalb des Spielplans des Hans-Otto-Theaters Potsdam gezeigt. Nach der erfolgreichen Gastinszenierung Der Himbeerpflücker von Fritz Hochwälder am Theater Nordhausen war Ruprecht dort von 1969 bis 1972 Oberspielleiter. Wichtigste überregional stark beachtete Inszenierung war Die Soldaten nach J.M.R. Lenz.
Intendant Albert Bussmann holte ihn als Oberspielleiter an das Meininger Theater und förderte seine produktive, kreative Arbeit mit dem Ensemble maßgeblich. Zum szenischen Ereignis der Meininger Zeit wurde 1973 die Inszenierung Napoleon oder Die hundert Tage von Christian Dietrich Grabbe mit Gastspielen u. a. in Berlin und Leipzig. Das Landestheater Halle (Intendant Ulf Reiher) verpflichtete ihn 1974 als 1. Spielleiter/Schauspieldirektor. Im Gegensatz zur von der SED-Kulturpolitik gefeierten Ära Gerhard Wolfram/Horst Schönemann, bestimmten unter seiner Leitung andere Intentionen die Hallische Theaterarbeit. Höhepunkte waren die DDR-Erstaufführung von Geschichten aus dem Wiener Wald von Ödön von Horváth, Dantons Tod von Georg Büchner, die DDR-Erstaufführung Scherz, Satire von Chr. D. Grabbe, die die DDR-Erstaufführung des sowjetischen Stückes Im Morgengrauen ist es noch still (diese war bei den Ostberliner Festtagen ein umjubeltes Gastspiel) sowie Jutta oder die Kinder von Damutz von Helmut Bez 1978, die zum kulturpolitischen Eklat führte. Der neue Intendant Günther Schröder verlangte nach der Premiere im Auftrag der SED-Bezirksleitung Änderungen, die der Regisseur nicht akzeptierte. Die Inszenierung wurde abgesetzt. 1979 – nach weiteren Einmischungsversuchen der Parteileitung des Landestheaters in die künstlerische Arbeit – kam es zum endgültigen Bruch und Ruprecht verließ das Theater. Einladungen zu Gastinszenierungen in die Bundesrepublik in den frühen 1980er Jahren durfte er nicht wahrnehmen.
Von 1979 bis 1986 arbeitete Ruprecht intensiv an den Schauspielhochschulen in Berlin (Ernst Busch) und Leipzig (Hans Otto), am Studio Halle des DDR-Fernsehens und gelegentlich als Gastregisseur in Erfurt und Weimar. 1986 engagierte ihn der Generalintendant der Bühnen der Stadt Magdeburg Karl Schneider als Schauspieldirektor. Die Magdeburger Jahre bis 1990 waren mit einem jungen Ensemble produktiv. Die dortige Arbeit fand über Festivaleinladungen auch überregional starke Beachtung. Eine Einladung des österreichischen Autors Peter Turrini, unterstützt vom ehem. österreichischen Bundeskanzler Franz Vranitzky, ermöglichte ihm nach einer Petition bei Kurt Hager (SED-Politbüro) Gastinszenierungen von 1989 bis 1992 in Salzburg und Wien.
1992 inszenierte Ruprecht als Gast am Schauspiel Leipzig Horváths Geschichten aus dem Wiener Wald und wurde dort in der Folge Schauspieldirektor. Obwohl er Favorit des Rates der Stadt Leipzig für die 1995 ausgeschriebene Position des Intendanten war, er war künstlerisch unumstritten und hatte große Publikums- und Presseerfolge aufzuweisen, wurde der bis 1996 laufende Vertrag bereits 1994 im Konflikt aufgelöst. Seit 1996 ist Ruprecht als Gastregisseur an verschiedenen Theatern tätig. Besonders die Intendanten Wolfram Krempel (Stadttheater Ingolstadt), Karin H. Veit (Schlosstheater Celle), Dieter Gackstetter (Landestheater Coburg) und Gerhard Weber (Theater Trier) luden ihn regelmäßig zu Gastinszenierungen ein. Seine programmatische, ensembleprägende Theaterarbeit jedoch, geschult an Meyerhold und Brecht, aber auch an Juri Petrowitsch Ljubimow und Andrzej Wajda, konnte er im wiedervereinten Deutschland nicht fortsetzen.

## Auszeichnungen
- 1974: Banner der Arbeit

## Teilnahme an Festivals
- 1974: Berliner Festtage und Messegastspiel Leipzig mit Napoleon oder Die hundert Tage von Christian D. Grabbe (Meininger Theater)
- 1975: Berliner Festtage und Wiedereröffnung des Deutschen Nationaltheaters Weimar mit Im Morgengrauen ist es noch still von Boris Wassiljew (Landestheater Halle)
- 1976: Arbeiterfestspiele Dresden mit Im Morgengrauen ist es noch still von Boris Wassiljew (Landestheater Halle)
- 1987: Erstes nationales Theaterfestival der DDR mit Happy End von Brecht/Hauptmann/Weill (Bühnen der Stadt Magdeburg)
- 1988: Berliner Festtage mit Und die Liebe höret nimmer auf Schnitzler-Horváth-Abend (Bühnen der Stadt Magdeburg)
- 1989: Zweites nationales Theaterfestival der DDR mit Sonntagskinder von Gerlind Reinshagen (Bühnen der Stadt Magdeburg)
- 1989: Shakespearetage Weimar mit Annabella oder Schade dass sie eine Hure war von John Ford (Bühnen der Stadt Magdeburg)
- 1993: Euro-Szene Leipzig mit König Ubu von Alfred Jarry (Schauspiel Leipzig)
- 1994: Avantgarde Festival „Kontakte“ Toruń (Polen) mit König Ubu von Alfred Jarry (Schauspiel Leipzig)
- 1994: Duisburger Akzente mit Von Menschen und Haien von Brecht/Jarry „Dreigroschenoper/König Ubu/Lux in Tenebris“ (Schauspiel Leipzig)

## Inszenierungen (Auswahl)

### 1963 bis 1989
- 1963: Der entfesselte Wotan von Ernst Toller, Landestheater Parchim
- 1964: Ambrosio tötet die Zeit von Arthur Fauquez, Landestheater Parchim
- 1968: Der Himberpflücker von Fritz Hochwälder, Bühnen der Stadt Nordhausen
- 1969: Der Egoist von Franz Freitag, Hans-Otto-Theater Potsdam und Bühnen der Stadt Nordhausen
- 1970: Die Laune des Verliebten von Johann Wolfgang von Goethe, Hans-Otto-Theater Potsdam
- 1970: Die Soldaten von Jakob Michael Reinhold Lenz / Joachim Knauth (EA), Bühnen der Stadt Nordhausen
- 1970: 24 Stunden am Tag von Oleg Stukalow (EA), Bühnen der Stadt Nordhausen
- 1970: Der Prozess der Jeanne d`Arc von Bertolt Brecht / Anna Seghers, Bühnen der Stadt Nordhausen
- 1971: Herr Geldhab von Aleksander Fredro (EA), Bühnen der Stadt Nordhausen
- 1971: Der Maulheld von Plautus/Joachim Knauth (EA), Bühnen der Stadt Nordhausen
- 1972: Floh im Ohr von George Feydeau, Das Meininger Theater
- 1972: Das Idol von Mordassow von Fjodor Dostojewski / Friedhold Bauer (UA), Das Meininger Theater
- 1973: Italienische Nacht von Ödön von Horváth, Das Meininger Theater
- 1973: Napoleon oder die hundert Tage von Christian Dietrich Grabbe (EA), Das Meininger Theater
- 1973: Die wundersame Schustersfrau von Federico García Lorca, Das Meininger Theater
- 1974: Julius Cäsar von William Shakespeare, Das Meininger Theater
- 1975: Im Morgengrauen ist es noch still von Boris Wassiliew (EA), Das Meininger Theater
- 1974: Der Mann von Draußen von Ignati Dworezki, Landestheater Halle
- 1975: Scherz, Satire, Ironie und tiefere Bedeutung von Christian Dietrich Grabbe, Landestheater Halle (EA, Theateraufzeichnung 1977)
- 1975: Herr Karl von Slawomir Mrozek, Landestheater Halle
- 1976: Geschichten aus dem Wiener Wald von Ödön von Horváth (EA), Landestheater Halle
- 1977: Dantons Tod von Georg Büchner, Landestheater Halle
- 1977: Kieselstein am Meeresstrand von Natasa Tanska (EA), Landestheater Halle
- 1977: Drei Sack Abfallweizen von Wladimir Tendrjakow (EA), Landestheater Halle
- 1978: Die Dreigroschenoper von Bertolt Brecht/Kurt Weill, Landestheater Halle
- 1978: Jutta oder die Kinder von Damutz von Helmut Bez (UA), Landestheater Halle
- 1979: Der Schatten von Jewgenij Schwarz, Landestheater Halle
- 1982: Held Ulysses von Ludvig Holberg/Harald Gerlach (EA), Städtische Bühnen Erfurt
- 1985: Das komische Theater des Carlo Goldoni der Diener zweier Herren (EA), Deutsches Nationaltheater Weimar
- 1986: Happy End von Dorothy Lane/Bertolt Brecht/Kurt Weill, Städtische Bühnen Magdeburg
- 1987: Der Reigen/Glaube, Liebe, Hoffnung von Arthur Schnitzler/Ödön von Horváth (EA), Städtische Bühnen Magdeburg
- 1987: Der Tag zieht den Jahrhundertweg von Tschingis Aitmatow (EA), Städtische Bühnen Magdeburg
- 1987: Der Park von Sean O’Casey (EA), Städtische Bühnen Magdeburg
- 1988: Die Dreigroschenoper von Bertolt Brecht/Kurt Weill, Städtische Bühnen Magdeburg
- 1988: Sonntagskinder von Gerlind Reinshagen (EA), Städtische Bühnen Magdeburg
- 1988: Annabella oder schade, dass sie eine Hure war von John Ford (EA), Städtische Bühnen Magdeburg
- 1988: Transit Europa von Volker Braun (Österreichische EA), Salzburger Landestheater
- 1989: Der tollste Tag von Peter Turrini, Volkstheater Wien
- 1989: Scherz, Satire und tiefere Bedeutung von Christian Dietrich Grabbe, Städtische Bühnen Magdeburg

### Ab 1990
- 1990: Fuss in der Schlinge von Georges Feydeau (EA), Städtische Bühnen Magdeburg
- 1990: Zur schönen Aussicht von Ödön von Horváth, Salzburger Landestheater
- 1990: Blutbad von Georg Ernst (UA), Theater m.b.H. Wien
- 1991: König Ubu von Alfred Jarry, Kleines Theater Salzburg
- 1991: Der Prozess von Schamgorod von Elie Wiesel (Österreichische EA), Salzburger Landestheater
- 1991: Medea von Franz Grillparzer, Salzburger Landestheater
- 1992: Die Troerinnen von Euripides/Jean Paul Sartre, Salzburger Landestheater / 1994 Schauspiel Leipzig
- 1992: Endstation Sehnsucht von Tennessee Williams, Volkstheater Wien
- 1992: Geschichten aus dem Wienerwald von Ödön von Horváth, Schauspiel Leipzig
- 1993: Von der belebenden Wirkung des Geldes von Bertolt Brecht/Kurt Weill/Hanns Eisler, Schauspiel Leipzig
- 1993: Fegefeuer in Ingolstadt von Marie Luise Fleißer, Schauspiel Leipzig
- 1996: Der Serienschreiber von Hans Drawe (UA), Satirisches Theater Halle
- 1996: Die Verfolgung und Ermordung des J.P.Marat... von Peter Weiss, Theater Ingolstadt
- 1997: Mutters Courage von George Tabori, Stadttheater Aachen
- 1998: Die Räuber von Friedrich Schiller, Theater Ingolstadt
- 1999: Fabian der Gang vor die Hunde von Erich Kästner/Hans Drawe/Horst Ruprecht (UA), Theater Ingolstadt
- 1999: Der englische Pass von Hans Drawe (UA), Theater Ingolstadt
- 1998: Die Jungfrau von Orleans von Friedrich Schiller, Städtische Bühnen Augsburg
- 1998: Maskerade von Aphra Behn (EA), Theater Junge Garde Dresden
- 2000: Draußen vor der Tür von Wolfgang Borchert, Volkstheater Rostock
- 2001: Erzengel flippern nicht von Dario Fo/Franca Rame (Deutsche EA) (Der große DarioFo-Zirkus), Landestheater Neustrelitz
- 2002: Arturo Ui von Bertolt Brecht, Landesbühne Hannover
- 2002: Der Volksfeind von Henrik Ibsen, Landestheater Coburg
- 2003: Schweyk im Zweiten Weltkrieg von Bertolt Brecht, Landesbühne Hannover
- 2004: Cash von Michael Cooney, Landestheater Coburg
- 2005: Das komische Theater des Carlo Goldoni: Der Diener zweier Herren, Landestheater Coburg
- 2005: Der Atem der Freiheit/Schiller-Collage von Friedrich Schiller, Theater Trier
- 2005: Der Besuch der alten Dame von Friedrich Dürrenmatt, Theater Trier
- 2006: Betrogen von Harold Pinter, Meininger Theater/Südthüringisches Staatstheater
- 2006: Maria Stuart von Friedrich Schiller, Schlosstheater Celle
- 2007: König Ödipus von William Shakespeare/Hugo von Hofmannsthal, Theater Trier
- 2007: Andorra von Max Frisch, Theater Trier
- 2008: Schuld und Sühne von Fjodor Dostojewski/Eugen Ruge, Schlosstheater Celle
- 2009: Des Teufels General von Carl Zuckmayer, Theater Trier
- 2009: Himmelwärts von Ödön von Horváth, Schlosstheater Celle
- 2010: Othello von William Shakespeare, Schlosstheater Celle
- 2012: Antonius und Cleopatra von William Shakespeare, Schlosstheater Celle
- 2012: Das Leben des Galilei von Bertolt Brecht, Theater Trier

Quellen:

## TV und Film
Deutsche Hochschule für Film und Fernsehen
- 1965/69 Dozent für Schauspiel/Filmspezifische Ausbildung – Diverse gemeinsame Projekte mit Regie- und Schauspielstudenten (Studenten u. a. Jaecki Schwarz, Winfried Glatzeder, Jürgen Clauß, Regina Beyer, Madeleine Lierck, Dieter Montag)

Fernsehfilme
- 1970 Prüfung zu Dritt (Deutscher Fernsehfunk/DFF)
- 1992 Genosse Brüggemann von Gerald Szyszkowitz (NDR/MDR/WDR/SR/ORF)

Fernsehspiele
- 1971 Herr Geldhab von Aleksander Fredro (DFF, u. a. mit Madeleine Lierck, Günther Schubert, Julius Theurer)
- 1972 Herr Leonida und die Reaktion von Caragiale (DFF, u. a. mit Carola Braunbock, Wilhelm Thielmann)
- 1978 Valentin und Valentina sowjetisches Gegenwartsstück (DFF, u. a. mit Karin Weser, Werner Stempel)
- 1978 Kieselstein am Meeresstrand oder Anatomie eines Mordes von Natasa Tanska (DFF, am Sendetag aus ideologischen Gründen verboten)
- 1981 Der Schwarzkünstler von Emil Gött (DFF, u. a. mit Jenny Gröllmann, Hanjo Hasse, Gunther Sonneson)
- 1982 Katharina in der Klemme von M.Domanski (DFF, u. a. mit Jenny Gröllmann, Heinz Behrens, Erwin Berner)
- 1983 Mutter darf nicht heiraten (DFF, u. a. Christel Peters, Thomas Thieme)
- 1980/86 Diverse Fernsehlustspiele (DFF/Studio Halle)

Theateraufzeichnungen
- 1971 Der Maulheld von Joachim Knauth nach Plautus (Theater Nordhausen/DFF)
- 1976 Scherz, Satire, Ironie und tiefere Bedeutung von Christian Dietrich Grabbe (Landestheater Halle/DFF)
- 1978 Geschichten aus dem Wiener Wald von Ödön von Horváth (Landestheater Halle/DFF)
- 1983 Held Ulysses von Harald Gerlach nach Ludvig Holberg (Städtische Bühnen Erfurt/DFF)
- 1991 Der Prozess von Schamgorod von Elie Wiesel (Salzburger Landestheater/ORF)

## Darstellung Ruprechts in der bildenden Kunst
- Christian Heinze: Porträt Horst Ruprecht (1967, Öl, 98 × 63 cm)[2]